# Rodolfo Luís Weber
Rodolfo Luís Weber (Bom Princípio, 30 agosto 1963) è un arcivescovo cattolico brasiliano.

## Biografia
Nato nella frazione Santa Terezinha, comune di Bom Princípio (nella stessa località del cardinale Alfredo Vicente Scherer), il 30 agosto 1963, è il sesto di dieci fratelli.
È entrato in seminario nel 1976 ed è stato ordinato sacerdote nel 1991, ricevendo il primo incarico di coadiutore, nel 1992, nella parrocchia di Santo Antônio da Patrulha.

### Attività pastorale
Dal 1993 al 1996 è stato vice-direttore e professore nella Facoltà de Filosofia Nossa Senhora da Imaculada Conceição FAFIMC. Dal 1994 al 1996 è stato docente nel Centro de Estudos Teológicos João Vianney CETJOV, diventandone direttore fra il 2000 e il 2001.
Dal 2000 al 2007 è stato rettore del Seminário Maior Nossa Senhora da Conceição a Viamão; apportando importanti modifiche strutturali all'edificio. Nel 2008 è stato direttore dell'associazione Associação Fraterno Auxílio, a Porto Alegre. L'ultimo incarico pastorale che ebbe fu nella parrocchia di Gravataí, fino al 2009 dove fu referente della Pastorale Familiare.
Il 25 febbraio 2009 è stato nominato vescovo prelato di Cristalândia, ed è stato consacrato il 15 maggio successivo dall'arcivescovo Dadeus Grings. È entrato ufficialmente nella prelatura il 31 maggio.
Il 2 dicembre 2015 è stato nominato arcivescovo di Passo Fundo.

## Genealogia episcopale
La genealogia episcopale è:
- Cardinale Scipione Rebiba
- Cardinale Giulio Antonio Santori
- Cardinale Girolamo Bernerio, O.P.
- Arcivescovo Galeazzo Sanvitale
- Cardinale Ludovico Ludovisi
- Cardinale Luigi Caetani
- Cardinale Ulderico Carpegna
- Cardinale Paluzzo Paluzzi Altieri degli Albertoni
- Papa Benedetto XIII
- Papa Benedetto XIV
- Papa Clemente XIII
- Cardinale Bernardino Giraud
- Cardinale Alessandro Mattei
- Cardinale Pietro Francesco Galleffi
- Cardinale Giacomo Filippo Fransoni
- Cardinale Carlo Sacconi
- Cardinale Edward Henry Howard
- Cardinale Mariano Rampolla del Tindaro
- Cardinale Rafael Merry del Val
- Arcivescovo Duarte Leopoldo e Silva
- Arcivescovo Paulo de Tarso Campos
- Vescovo Tomás Vaquero
- Arcivescovo Dadeus Grings
- Arcivescovo Rodolfo Luís Weber